# Voorveldse Polder
Park de Voorveldse Polder is een park aan de noordoostelijke rand van de stad Utrecht.
Het park is in de middeleeuwen op last van bisschop Godebald ontgonnen en ligt ingesloten tussen de A27, Biltsestraatweg (N237), Sartreweg en de Biltse Rading.
In het park ligt Fort De Bilt, een van de verdedigingswerken van de Nieuwe Hollandse Waterlinie. In de jaren zeventig is het park ingericht als recreatiepark en biedt tegenwoordig plaats aan Manege Groenesteyn, de Utrechtse Manege, VV Voorwaarts, ULTC Iduna, Camping De Berekuil en Hotel Mitland.